# Maškovická lípa
Maškovická lípa roste na návsi zaniklé osady Maškovice severovýchodně od Ústí nad Labem. Ačkoli tento památný strom přišel už před léty o svoji původní korunu a valnou část kmene, omladil a žije dál.

## Základní údaje
- název: Maškovická lípa
- výška: 18 m[1]
- obvod: 933 cm[1]
- věk: 500 let[2], 900 let[3]
- sanace: pravděpodobně ne
- umístění: Ústecký kraj, okres Ústí nad Labem, obec Povrly, zaniklá osada Maškovice
- souřadnice: 50°42'8.471"N, 14°9'58.666"E

## Stav stromu a údržba
Strom nemá původní korunu, zůstalo jen torzo. Současné koruně daly vzniknout dva nové kmeny (původně výmladky). Krom nich vyrůstají z původního kmene ještě dva menší. Torzo dutého kmene je vysoké asi 2-3 metry (záleží, ze které strany - lípa roste na kraji svahu). Celkovým habitem může tato lípa připomenout Cisterciáckou lípu ve Zlaté Koruně (samozřejmě až na vyzdívku).

## Historie a pověsti
Lípa roste v jedné z osad, které byly vysídleny a pobořeny po roce 1945. Po původních Maškovicích ale pár roztroušených staveb zůstalo, takže zcela neosiřely (většinou jde o zrenovované rekreační chalupy). Původně v těchto místech stával hostinec, kolem kterého rostlo šest lip. Tato zůstala poslední a jako živoucí pomník připomíná osudy vesnice.

## Galerie

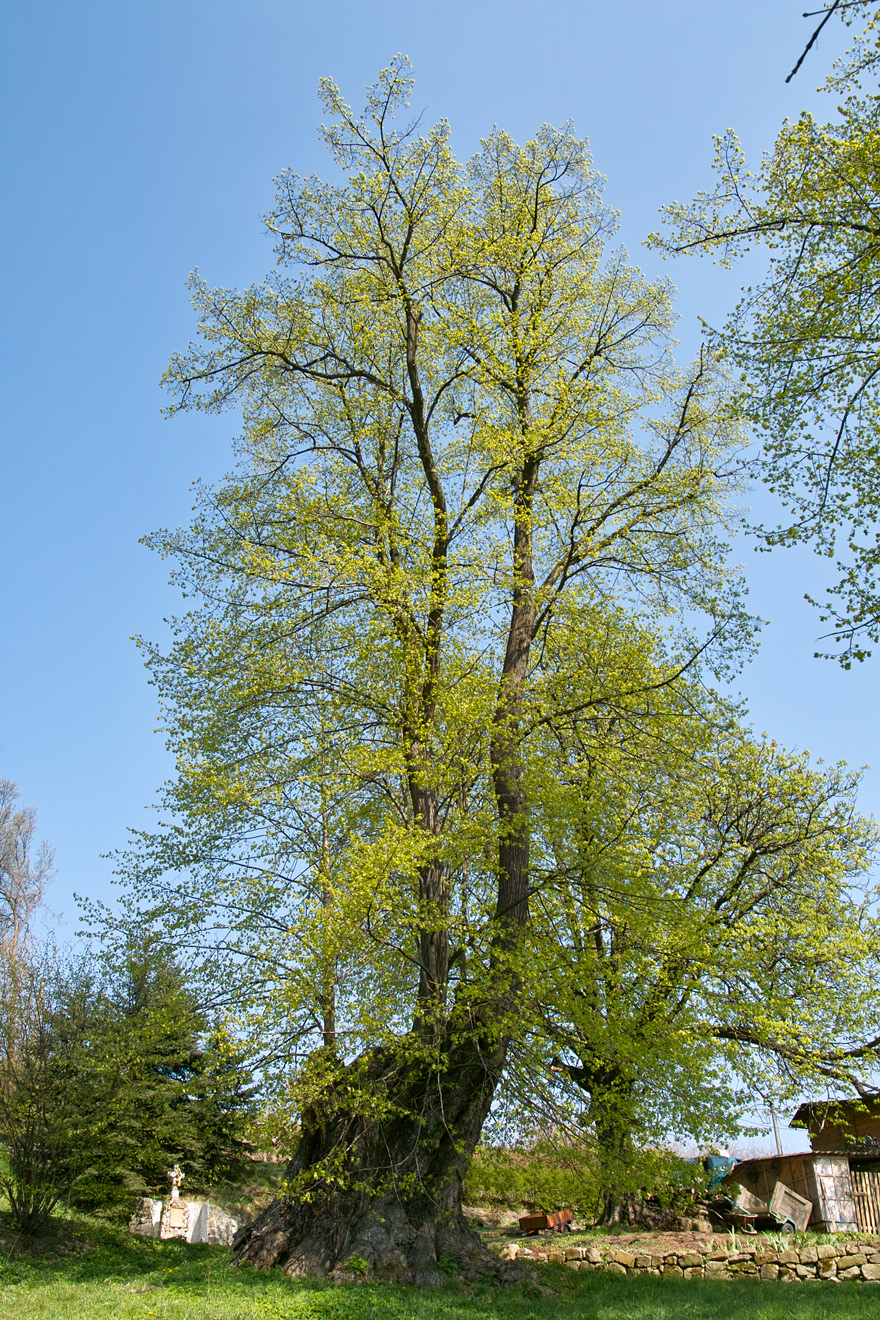
sekundární koruna
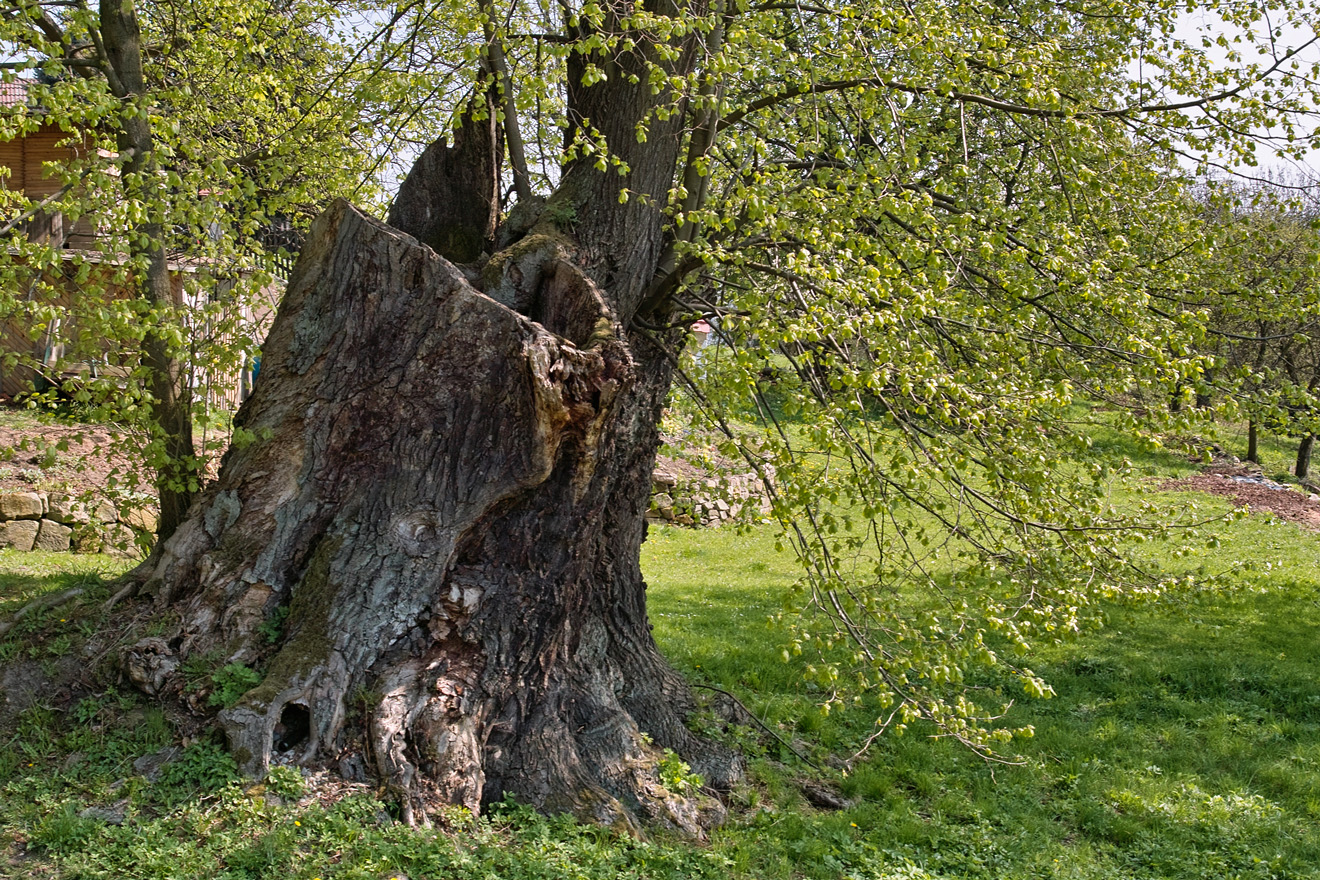
torzo kmene
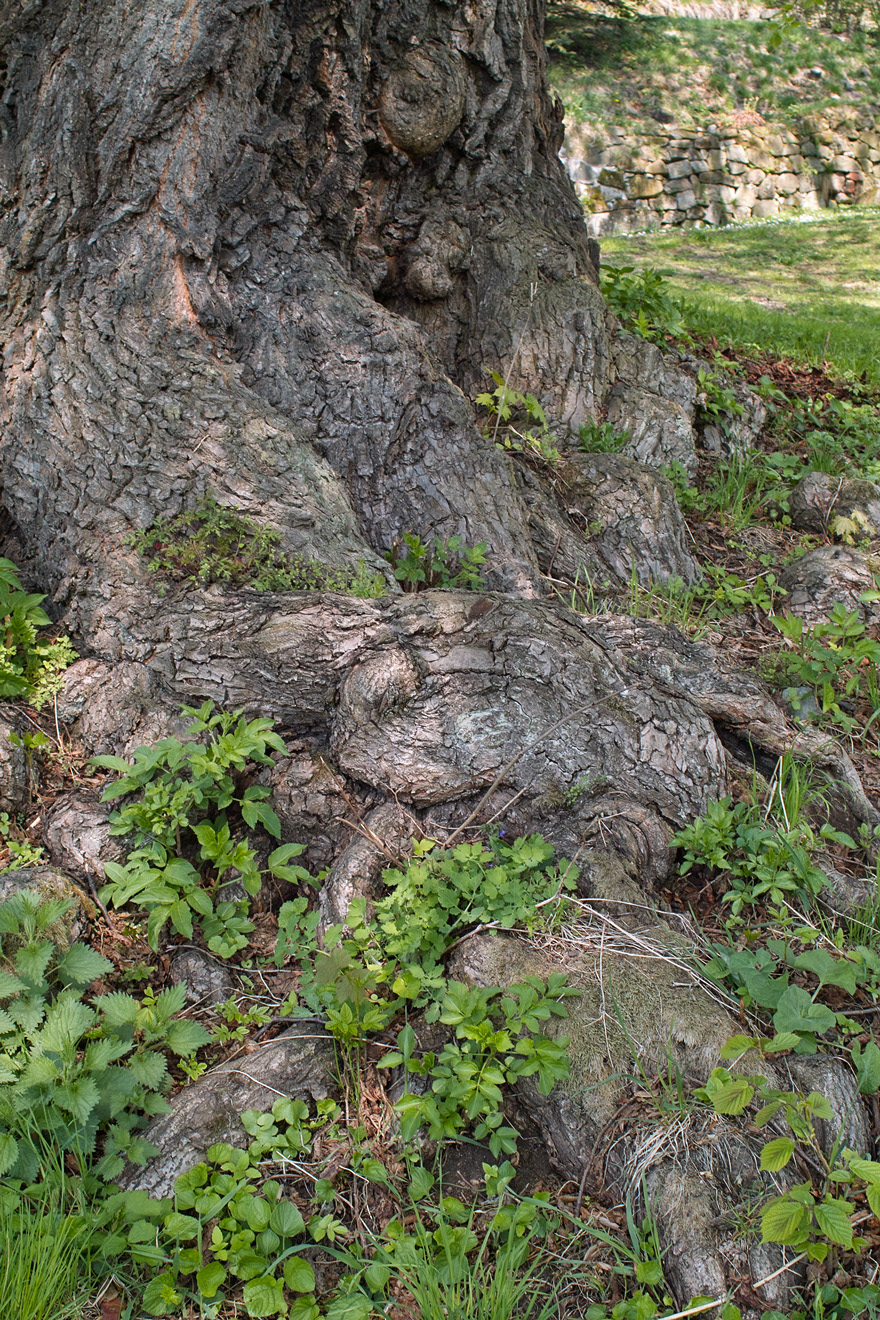
kořenové náběhy
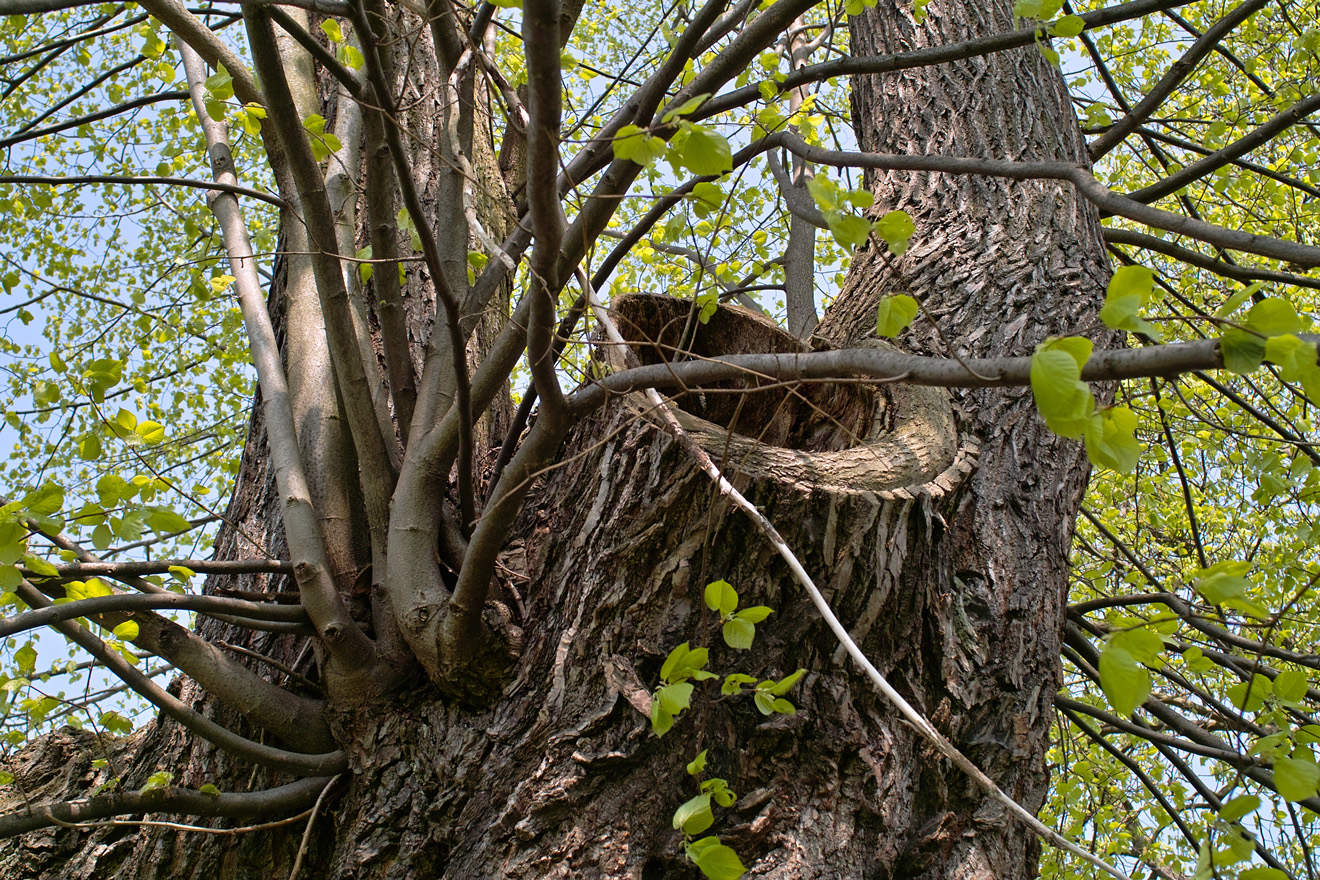
husté výmladky

## Památné a významné stromy v okolí
- Maškovický tis
- Lípa v Českém Bukově (1 km Z)
- Tis a babyka v Šachově (2,5 km SZ)
- Šachovská lípa (2,5 km SZ)
- Lužecká lípa (3 km Z)
- Lípa v Lužci nad silnicí (3 km Z)
- Lípa v Lysé (3 km Z)
- Lípa v Mirkově (4,5 km Z)
- Slavošovský dub (5 km SZ)
- Vejmutovka v Roztokách (3 km lesní cestou nebo 7,5 km po silnici, JV)
- Buk u Povrdel (zrušen roku 1994)